# Nicușor Eșanu
Nicușor Eșanu, född den 12 december 1954 i Bukarest, Rumänien, är en rumänsk kanotist.
Han tog OS-silver i K-4 1000 meter i samband med de olympiska kanottävlingarna 1980 i Moskva.